# Edmonton (Londen)
Edmonton is een plaats en wijk in het oosten van het bestuurlijke gebied Enfield in Engeland in het Verenigd Koninkrijk. Edmonton kent een lange geschiedenis als zelfstandig dorp dat losstaat van Enfield. De plaats ligt aan de rivier de Lea. De met mankracht gemaakte River Lee Diversion grenst aan het oosten van Edmonton en vormt de grens tussen Enfield en Waltham Forest.
De plaats gaf zijn naam aan de Canadese stad Edmonton.

## Geboren
- Robert Cayman (1919-2001), Belgisch hockeyer
- Bruce Forsyth (1928-2017), entertainer
- Robin Page (1932-2015), kunstschilder en beeldhouwer
- Mike Smith (1943-2008), zanger, songwriter en muziekproducent (Dave Clark Five)
- Nigel Havers (1951), acteur
- Daniel Fogg (1987), zwemmer
- Kyle Walker-Peters (1997), voetballer
- Reece Oxford (1998), voetballer

## Galerij

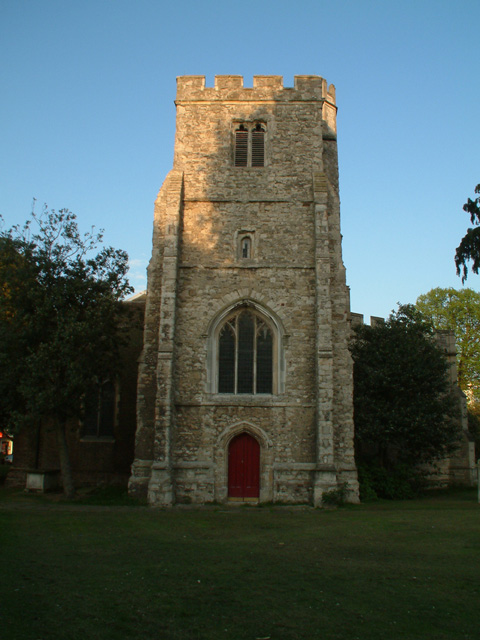
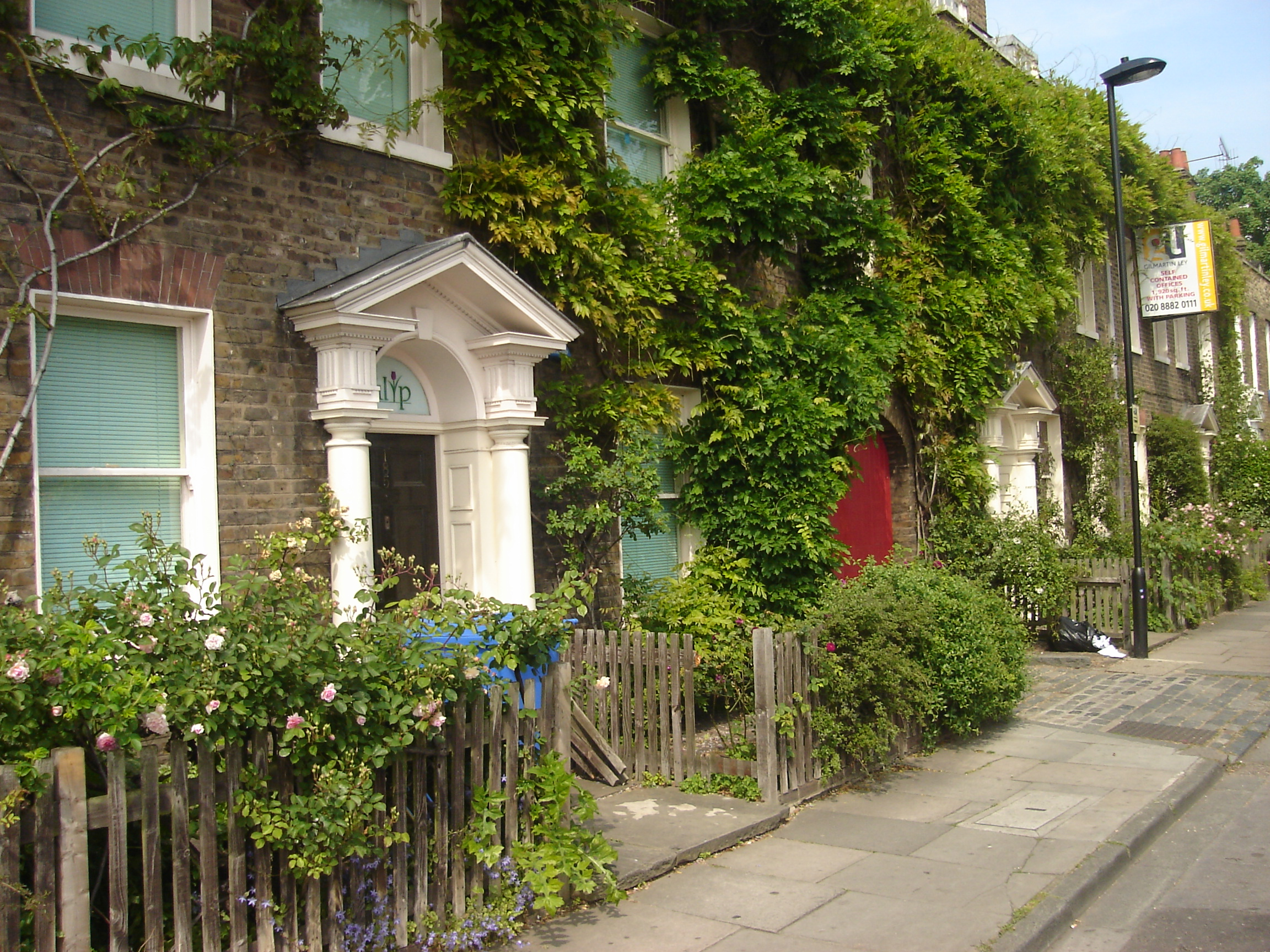
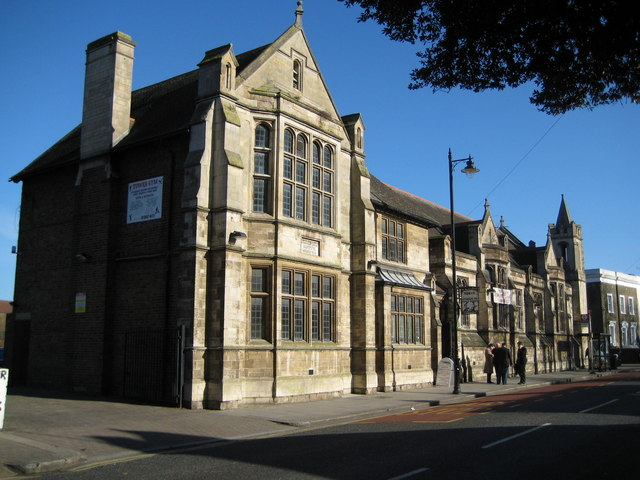
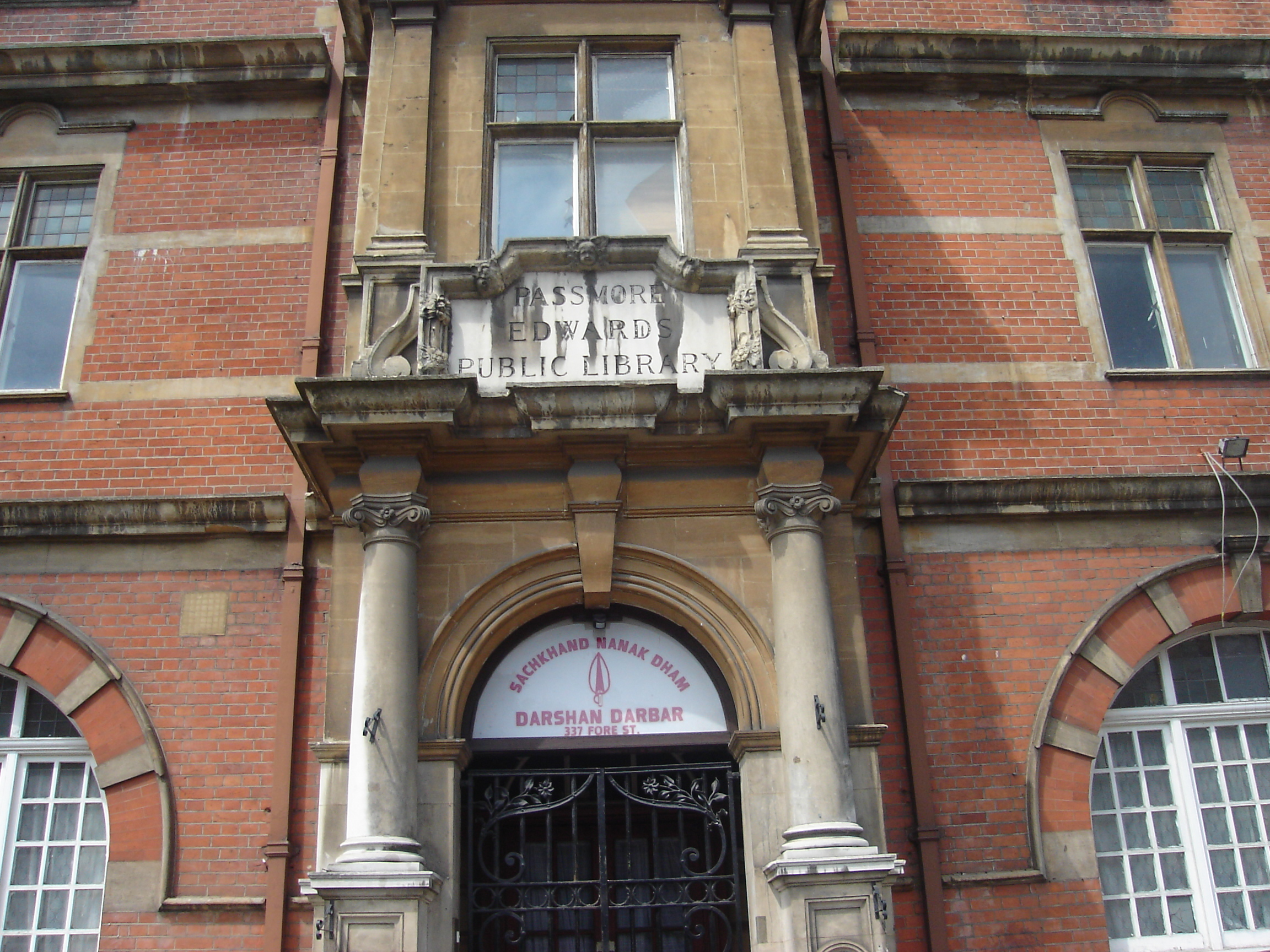
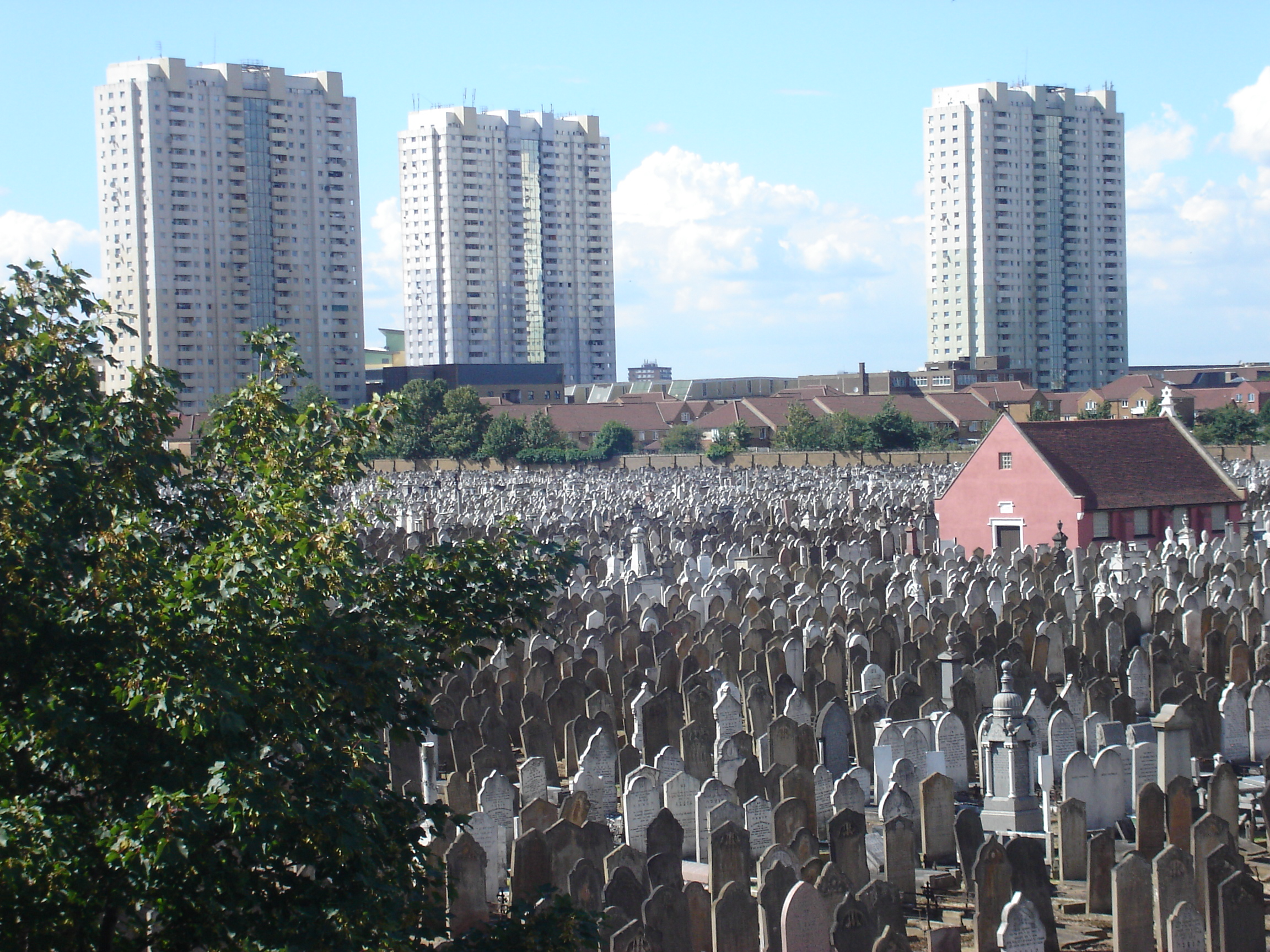